# 高垣伸博
高垣 伸博（たかがき のぶひろ、1955年10月15日 - ）は、元毎日放送社員（テレビプロデューサー、アナウンサー室長などを歴任）。ワッハ上方プロモーション委員会（放送事業者）事務局プロデューサー。追手門学院大学国際教養学部国際日本学科元教授。

## 来歴・人物
大阪府東大阪市出身。関西学院大学文学部へ進学し、文化総部甲山落語研究会に所属。卒業後の1978年に毎日放送へ入社、同期には元アナウンサーの増田一樹がいる。制作局に所属し、数々のテレビ番組のディレクター・プロデューサーを務め、テレビ制作部副部長などを歴任。2005年7月よりアナウンサー室へ異動し、室次長兼アナウンサーセンター長を務め、周りのアナウンサーからは「高垣部長」と呼ばれていた。2009年6月25日より、結城哲郎の後任としてアナウンサー室長を5年間務めた。テレビ制作出身者が室長に就任する例は初めてとなった。2014年6月19日付でアナウンサー室エグゼクティブとなり、2015年3月末で早期定年退職。

## 過去の担当番組
- あまからアベニュー（プロデューサー）
- なにわ友あれ赤井英和（プロデューサー）
- 花月爆笑劇場（ディレクター→プロデューサー）
- あどりぶランド（ディレクター・演出） など

## メディア出演
- 桂りょうばの落語トラベル（朝日放送ラジオ、2024年7月1日・8日放送分ゲスト）